# Miły gość Johnny
Miły gość Johnny (ang. Nice Guy Johnny) – amerykańska komedia romantyczna z 2010 roku oparta na scenariuszu i reżyserii Edwarda Burnsa. Wyprodukowana przez Marlboro Road Gang Productions.
Światowa premiera filmu miała miejsce w kwietniu 2010 roku podczas Festiwalu Filmowego w Tribece.

## Opis fabuły
Johnny Rizzo (Matt Bush) kocha swoją pracę w radiu. Narzeczona chce jednak, by znalazł sobie dobrze płatne i rokujące na przyszłość zajęcie. Wkrótce chłopak poznaje trenerkę tenisa (Kerry Bishé), która uświadamia mu, że powinien pozostać wierny sobie.

## Obsada
- Matt Bush jako Johnny Rizzo
- Kerry Bishé jako Brooke
- Edward Burns jako wujek Terry
- Max Baker jako Max
- Anna Wood jako Claire
- Brian Delate jako Frank
- Marsha Dietlein jako Nicole
- Jay Patterson jako doktor Meadows